# Канво, Жейде
Жейде́ Канво́ (фр. Jaydee Canvot; родился 29 июля 2006) — французский футболист, центральный защитник клуба «Тулуза».

## Клубная карьера
Воспитанник команд «Аржантёй» и «Бонди», в 2021 году Канво присоединился к академии «Тулузы». 13 июня 2024 года подписал свой первый профессиональный контракт с клубом. 22 сентября 2024 года дебютировал в Лиге 1, выйдя на замену в матче против «Бреста».

## Карьера в сборной
Выступал за сборные Франции до 16, до 17 и до 19 лет.